# Rocky Anderson

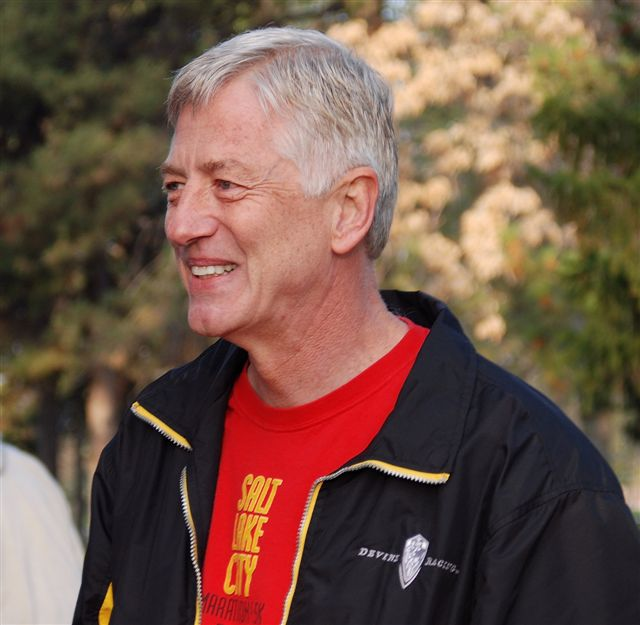
Rocky Anderson 2007

Ross C. "Rocky" Anderson, född 9 september 1951 i Logan, Utah, är en amerikansk politiker. Han är före detta borgmästare i Salt Lake City.
Anderson avlade först sin grundexamen i filosofi vid University of Utah och sedan 1978 juristexamen vid George Washington University Law School. Han arbetade sedan i 21 år som advokat i Salt Lake City.
I 1996 års kongressval kandiderade demokraten Anderson till USA:s representanthus. Han förlorade mot republikanen Merrill Cook, som fick 55% av rösterna. Cook betonade i sin kampanj att Anderson är en anhängare av homoäktenskap.
Anderson valdes 1999 till borgmästare och omvaldes 2003. Medan republikanerna i allmänhet är det starkare partiet i Utah, har demokraterna sitt starkaste fäste i storstaden Salt Lake City.